# شمشیربازی در المپیک تابستانی ۱۹۴۸
شمشیربازی در بازی‌های المپیک تابستانی ۱۹۴۸ نام رویداد ورزش شمشیربازی در بازی‌های المپیک تابستانی بود که در سال ۱۹۴۸ برگزار شد.

## جدول مدال‌ها
| رتبه | کشور                      | طلا | نقره | برنز | مجموع |
| ۱    | فرانسه (FRA)              | ۳   | ۱    | ۰    | ۴     |
| ۲    | مجارستان (HUN)            | ۳   | ۰    | ۲    | ۵     |
| ۳    | ایتالیا (ITA)             | ۱   | ۴    | ۱    | ۶     |
| ۴    | دانمارک (DEN)             | ۰   | ۱    | ۰    | ۱     |
| ۴    | سوئیس (SUI)               | ۰   | ۱    | ۰    | ۱     |
| ۶    | اتریش (AUT)               | ۰   | ۰    | ۱    | ۱     |
| ۶    | بلژیک (BEL)               | ۰   | ۰    | ۱    | ۱     |
| ۶    | سوئد (SWE)                | ۰   | ۰    | ۱    | ۱     |
| ۶    | ایالات متحده آمریکا (USA) | ۰   | ۰    | ۱    | ۱     |

## کشورهای شرکت کننده
- آرژانتین (۱۹)
- اتریش (۷)
- بلژیک (۱۸)
- برزیل (۷)
- کانادا (۶)
- شیلی (۳)
- کلمبیا (۲)
- کوبا (۶)
- چکسلواکی (۵)
- دانمارک (۱۵)
- مصر (۹)
- فنلاند (۶)
- فرانسه (۲۱)
- بریتانیای کبیر (۱۹)
- یونان (۶)
- مجارستان (۱۸)
- ایرلند (۵)
- ایتالیا (۱۹)
- لوکزامبورگ (۶)
- مکزیک (۹)
- هلند (۹)
- نروژ (۵)
- پرو (۳)
- لهستان (۷)
- پرتغال (۶)
- سوئد (۸)
- سوئیس (۱۹)
- ترکیه (۶)
- ایالات متحده آمریکا (۲۰)
- اروگوئه (۵)